# Sessilità

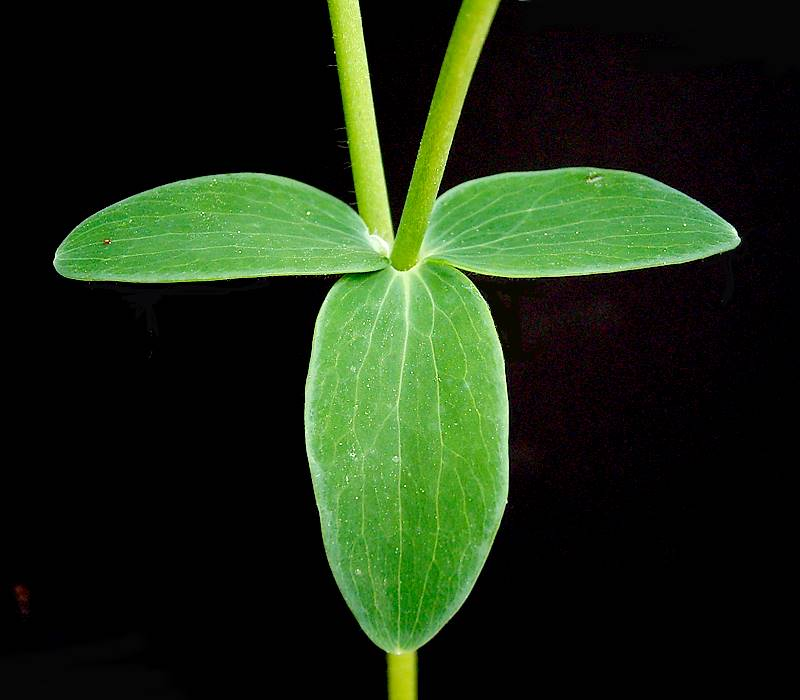
Foglie sessili di Aquilegia vulgaris.

In biologia la parola sessilità può avere due distinti significati, uno riguardante la botanica e l'altro la zoologia. In botanica è sessile un organo  privo di stelo. In zoologia invece è sessile un organismo che vive ancorato al substrato e che non è capace di muoversi, e il termine è il contrario di vagile.
Un terzo significato è applicabile a livello cellulare, descrivendo come sessili tipologie cellulari associate a strutture (non facendone parte) come ad esempio alcune popolazioni cellulari dendritiche associate ai linfonodi, in contrapposizione ad altre dendritiche con alta capacità migratoria come le cellule dendritiche plasmacitoidi.

## Botanica
Nelle piante, sono sessili i fiori e i frutti privi di peduncolo e le foglie prive di picciolo. Gli organi crescono direttamente attaccati allo stelo principale.
Inoltre, nell'anatomia del fiore, è sessile lo stimma privo di stilo e che quindi si attacca direttamente all'ovario.
In micologia sono sessili i funghi privi di gambo, una struttura che sostiene il cappello.

## Zoologia

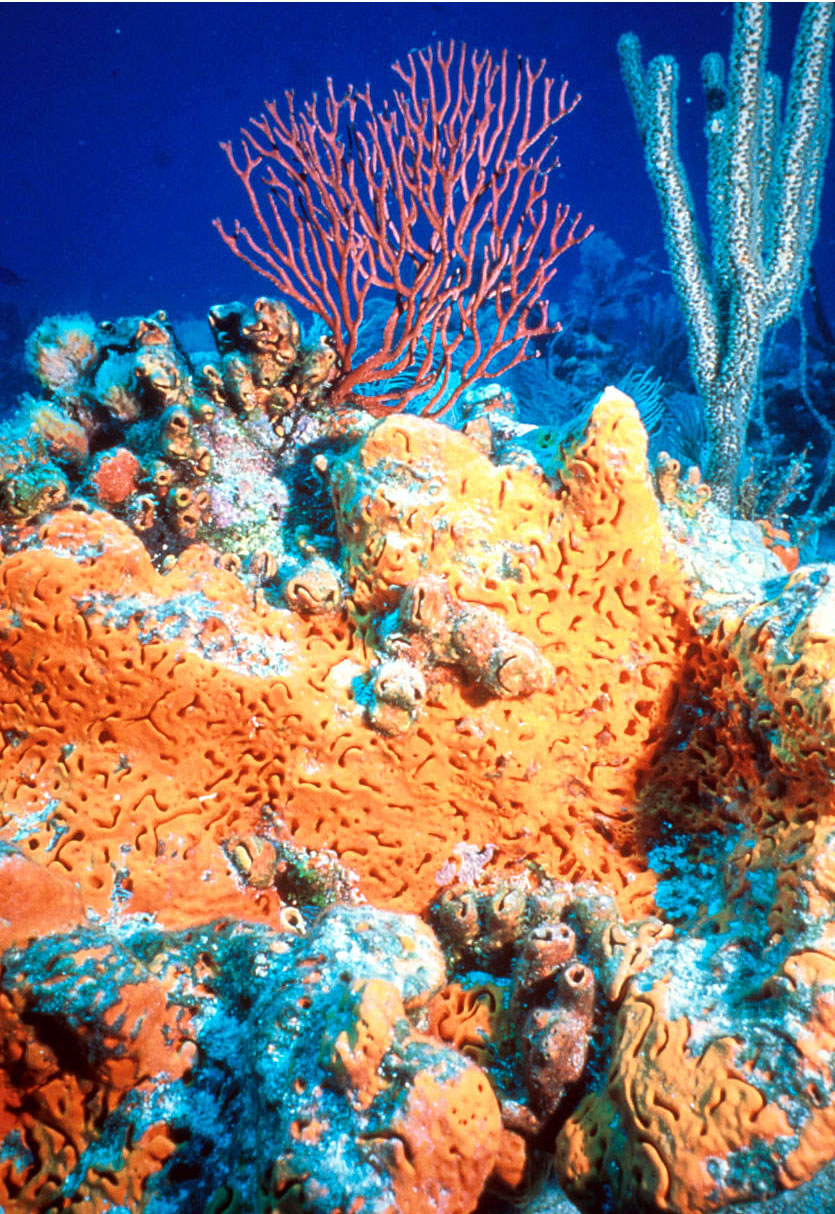
Animali sessili

In zoologia sono sessili gli animali, generalmente acquatici, incapaci di movimento e che vivono ancorati ad un qualche tipo di substrato solido come per esempio rocce, scafi di imbarcazioni, piante, alghe o altri animali.
Tra gli organismi sessili più importanti vi sono le spugne, i coralli, capaci di autocostruirsi il proprio substrato, i briozoi, i crostacei balanidi e ctamalidi, gli ascidiacei.
Generalmente tutti questi organismi allo stadio larvale sono in grado di muoversi, per potere colonizzare nuovi ambienti.   
Al contrario, molte meduse nei primi stadi della loro vita crescono come polipi sessili. Dai polipi, con un processo detto strobilazione, nasceranno le meduse.
Molti organismi sessili, come per esempio le spugne, sono in grado di formare colonie.
In alcuni casi, anche in zoologia la parola può assumere lo stesso significato della botanica, come per esempio nel caso dell'addome degli imenotteri, che può essere o no attaccato al torace per mezzo di un peduncolo. Nel secondo caso l'addome è sessile.